# Kerry Fitzgerald
Kerry Victor Joseph Fitzgerald (?, 1 de julio de 1948 — ?, 18 de diciembre de 1991) fue un árbitro de rugby famoso por dirigir en las finales de la Copa del Mundo de Nueva Zelanda 1987 e Inglaterra 1991, siendo el único que dirigió en más de una final hasta la fecha.